# Nataliya Burdeyna
Nataliya Burdeyna (Odessa, 30 de janeiro de 1974) é uma arqueira ucraniana, medalhista olímpica.

## Carreira
Nataliya Burdeyna representou seu país nos Jogos Olímpicos em 2000 e 2004, ganhando a medalha de prata por equipes em 2000. 